# Frederikssund Kommune (1970–2006)
| Strukturdaten       | Strukturdaten         |
| ------------------- | --------------------- |
| Sitz der Verwaltung | Frederikssund         |
| Fläche              | 40,73 km²             |
| Einwohner           | 18.430 (2004)         |
| Kommune seit 2007   | Frederikssund Kommune |

Frederikssund Kommune war bis Dezember 2006 eine dänische Kommune im damaligen Frederiksborg Amt auf der Insel Seeland. Seit Januar 2007 gehört sie, zusammen mit den Kommunen Slangerup (außer dem Wahldistrikt Uvelse), Jægerspris und Skibby, zur damals durch Eingemeindungen erweiterten Frederikssund Kommune.